# Bàsquet Club Andorra
El Bàsquet Club Andorra (per motius de patrocini, Morabanc Andorra) és un club andorrà de basquetbol d'Andorra la Vella adscrit a la Federació Catalana. La temporada 2023-24 participarà en la lliga ACB després d'haver assolit l'ascens la 2022-23.

## Història

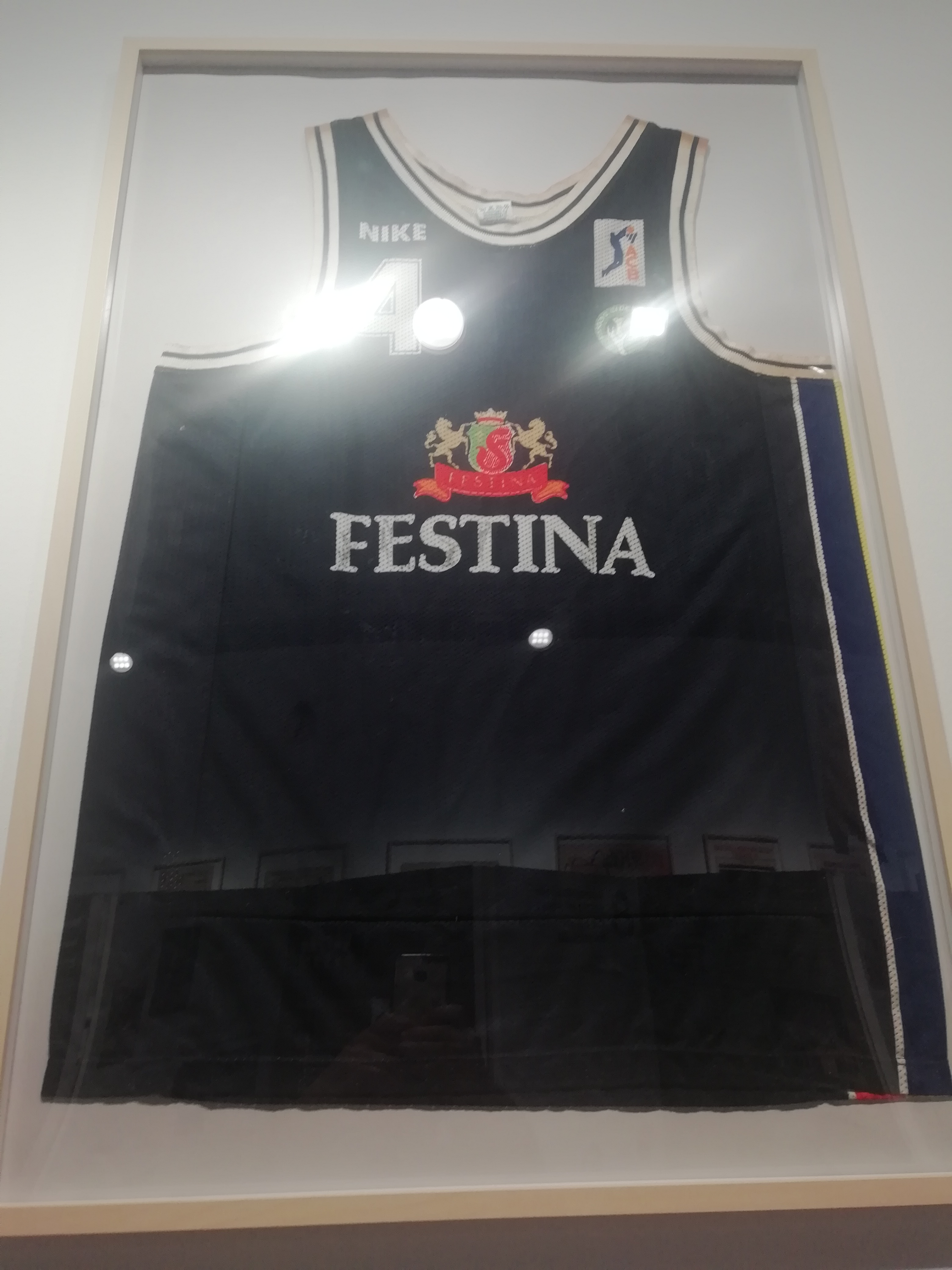
Samarreta de l'equip Festina Andorra.

El 12 de juny de 1970 es fundà el Club de Basket Les Escaldes. El 12 d'abril de 1971 canvià el seu nom adoptant el de Bàsquet Club Andorra.
Començà a jugar a les competicions territorials de Lleida, ascendint la temporada 1975-76 a Primera Catalana. La temporada següent renuncià a la categoria per problemes econòmics però el 1980-81 assolí novament l'ascens. El 1981-82 pujà a Tercera Divisió (Preferent Catalana) i el 1983-84 a la Segona Divisió estatal. La temporada 1985-86 arribà a la Primera Divisió B i després de 6 temporades assolí l'ascens a la Lliga ACB on romangué quatre temporades. El 1996 va perdre la categoria i poc passà a categories inferiors fins a la temporada 2009-10, en què participà en la Lliga LEB Plata, amb el nom de BC River Andorra.
La temporada 2012-13, el BC River Andorra va participar en la Lliga Adecco Or, la segona divisió del bàsquet espanyol, arribant al play-off final per a ascendir a la lliga Endesa (ACB), però va perdre contra el Lucentum Alacant per un resultat global de 3-2 i així no poder pujar a la lliga Endesa. La temporada 2013-14, va aconseguir el doblet en guanyar la copa del príncep i la lliga LEB Or, aconseguint a més l'ascens a la lliga Endesa.
En funció del seu patrocini, l'equip ha rebut les següents denominacions:
- Festina Andorra: 1991–96
- Quick Andorra: 2000–02
- River Andorra: 2002–13
- River Andorra MoraBanc: 2013–14
- MoraBanc Andorra: 2014–present

## Presidents[calcitació]
- Joan Alay Pujolàs - Honorífic i Fundador
- Magí Maestre Campderrós - 1970/1971 Fundador
- Eduard Molné Sauquet - 1971/1990 Fundador
- Carles Fiñana Pifarré - 1990/1994
- Manel Arajol Mir - 1994/2007
- Gorka Aixàs Olea - 2007/avui.[3]

## Palmarès
- 2 Lliga catalana de bàsquet ACB: 2018-19,[4] 2020-21.
- 3 Lliga catalana de bàsquet EBA: 1988-89, 1989-90, 1991-92
- 1 Lliga catalana de bàsquet LEB Plata: 2010-11
- 1 Lliga catalana de bàsquet LEB: 2013-14[5]
- 2 Lliga LEB Oro: 2013-14, 2022-23
- 1 Copa Príncep d'Astúries de basquetbol: 2014
- 1 Copa Catalunya: 2004-05

## Uniformes
| Uniforme "tricolor" tradicional. | River Andorra (2002-2006). | River Andorra -fora- (2002-2013). | Uniforme alternatiu "tricolor". |

## Temporades
| Temp.   | Lliga                                        | Lliga                                        | Lliga                                        | Lliga                                        | Lliga                                        | Lliga                                        | Lliga                                        | Copa                                         | Competició Europea                           | Competició Europea                           | Competició Europea                           | Altres                                       | Altres                                       | Altres |
| Temp.   | N                                            | Lliga                                        | Pos.                                         | Lliga Regular                                | Lliga Regular                                | Play-Off                                     | Play-Off                                     | Copa                                         | Competició Europea                           | Competició Europea                           | Competició Europea                           | Altres                                       | Altres                                       | Altres |
| Temp.   | N                                            | Lliga                                        | Pos.                                         | Pos.                                         | V-D                                          | V-D                                          | Resultat                                     | Copa                                         | N                                            | Competició                                   | Resultat                                     | Lliga Catalana                               | Varis                                        |        |
| ------- | -------------------------------------------- | -------------------------------------------- | -------------------------------------------- | -------------------------------------------- | -------------------------------------------- | -------------------------------------------- | -------------------------------------------- | -------------------------------------------- | -------------------------------------------- | -------------------------------------------- | -------------------------------------------- | -------------------------------------------- | -------------------------------------------- | ------ |
| 1971-80 | divisió provincial excepte temporada 1976-77 | divisió provincial excepte temporada 1976-77 | divisió provincial excepte temporada 1976-77 | divisió provincial excepte temporada 1976-77 | divisió provincial excepte temporada 1976-77 | divisió provincial excepte temporada 1976-77 | divisió provincial excepte temporada 1976-77 | divisió provincial excepte temporada 1976-77 | divisió provincial excepte temporada 1976-77 | divisió provincial excepte temporada 1976-77 | divisió provincial excepte temporada 1976-77 | divisió provincial excepte temporada 1976-77 | divisió provincial excepte temporada 1976-77 |        |
| 1980-81 | 5                                            | 2a Catalana                                  | 6 (grup ?)                                   |                                              | ?                                            |                                              |                                              |                                              |                                              |                                              |                                              |                                              |                                              |        |
| 1981-82 | 5                                            | 2a Catalana                                  | 1                                            |                                              | ?                                            |                                              |                                              |                                              |                                              |                                              |                                              |                                              |                                              |        |
| 1982-83 | 4                                            | 1a Catalana                                  | 5 (grup 2)                                   |                                              | ?                                            |                                              |                                              |                                              |                                              |                                              |                                              |                                              |                                              |        |
| 1983-84 | 4                                            | 1a Catalana                                  | 1 (grup 3)                                   |                                              | 20-6                                         | ?                                            | fase final                                   |                                              |                                              |                                              |                                              |                                              |                                              |        |
| 1984-85 | 3                                            | 2a Divisió                                   | 2 (grup C)                                   | 2 (grup C)                                   | 20-6                                         | 2-3                                          | fase final                                   |                                              |                                              |                                              |                                              |                                              |                                              |        |
| 1985-86 | 3                                            | 2a Divisió                                   | 1                                            | 3 (grup E)                                   | 18-8                                         | 8-0                                          | final                                        |                                              |                                              |                                              |                                              |                                              |                                              |        |
| 1986-87 | 2                                            | 1a Divisió B                                 | 23                                           | 11 (grup B-2)                                | 12-22                                        |                                              | P-O suspesos                                 |                                              |                                              |                                              |                                              | LC 1aB - 3r                                  |                                              |        |
| 1987-88 | 2                                            | 1a Divisió B                                 | 20                                           | 4 (grup D)                                   | 19-19                                        | 3-1                                          | Perm.                                        |                                              |                                              |                                              |                                              | LC 1aB - F                                   |                                              |        |
| 1988-89 | 2                                            | 1a Divisió                                   | 10                                           | 10                                           | 15-15                                        |                                              |                                              |                                              |                                              |                                              |                                              | LC 1a - C                                    |                                              |        |
| 1989-90 | 2                                            | 1a Divisió                                   | 6                                            | 5                                            | 18-12                                        | 2-1                                          | QF                                           |                                              |                                              |                                              |                                              | LC 1a - 1r                                   |                                              |        |
| 1989-90 | 2                                            | 1a Divisió                                   | 6                                            | 5                                            | 18-12                                        | 2-1                                          | QF                                           | FG                                           |                                              |                                              |                                              |                                              |                                              |        |
| 1990-91 | 2                                            | 1a Divisió                                   | 4                                            | 2 (A-2)                                      | 21-15                                        | 2-3                                          | SF                                           |                                              |                                              |                                              |                                              | LC 1a - 2n                                   |                                              |        |
| 1991-92 | 2                                            | 1a Divisió                                   | 1                                            | 1 (A-1)                                      | 26-10                                        | 3-2                                          | C                                            |                                              |                                              |                                              |                                              | LC 1a - 1r                                   |                                              |        |
| 1991-92 | 2                                            | 1a Divisió                                   | 1                                            | 1 (A-1)                                      | 26-10                                        | 3-2                                          | C                                            | 1R (QF)                                      |                                              |                                              |                                              |                                              |                                              |        |
| 1992-93 | 1                                            | ACB                                          | 12                                           | 12                                           | 15-18                                        | 0-2                                          | VF                                           | Primera Ronda                                |                                              |                                              |                                              | SF                                           |                                              |        |
| 1993-94 | 1                                            | ACB                                          | 9                                            | 5                                            | 18-10                                        | 3-2                                          | El. Clas. i VF                               | Primera Ronda                                |                                              |                                              |                                              | SF                                           |                                              |        |
| 1994-95 | 1                                            | ACB                                          | 8                                            | 8                                            | 20-18                                        | 0-2                                          | QF                                           | Quarts de Final                              |                                              |                                              |                                              | 1R (QF)                                      |                                              |        |
| 1995-96 | 1                                            | ACB                                          | 19                                           | 18                                           | 10-28                                        | 1-3                                          | Perm.                                        |                                              | 3                                            | Copa Korac                                   | Fase de Grups                                | SF                                           |                                              |        |
| 1996-97 | 2                                            | LEB                                          | 4                                            | 8                                            | 13-13                                        | 8-6                                          | SF                                           |                                              |                                              |                                              |                                              | 2R (QF)                                      |                                              |        |
| 1997-98 | 7                                            | 3a Catalana Preferent                        | 1                                            | 1 (grup ?)                                   | ?                                            | ?                                            | fase final                                   |                                              |                                              |                                              |                                              | 1R                                           |                                              |        |
| 1998-99 | 6                                            | 2a Catalana                                  | 2 (grup 2)                                   | 2 (grup 2)                                   | 21-9                                         | ?                                            | fase d'ascens                                |                                              |                                              |                                              |                                              |                                              |                                              |        |
| 1999-00 | 5                                            | 1a Catalana                                  | 3 (grup 2)                                   | 3 (grup 2)                                   | 21-9                                         | ?                                            | fase d'ascens                                |                                              |                                              |                                              |                                              |                                              |                                              |        |
| 2000-01 | 5                                            | Copa Catalunya                               | 7 (grup 2)                                   | 7 (grup 2)                                   | 18-12                                        |                                              |                                              |                                              |                                              |                                              |                                              |                                              |                                              |        |
| 2001-02 | 5                                            | Copa Catalunya                               | 4                                            | 2 (grup 2)                                   | 19-11                                        | 0-2                                          | fase final                                   |                                              |                                              |                                              |                                              |                                              |                                              |        |
| 2002-03 | 5                                            | Copa Catalunya                               | 6 (grup 2)                                   | 6 (grup 2)                                   | 17-13                                        |                                              |                                              |                                              |                                              |                                              |                                              |                                              |                                              |        |
| 2003-04 | 5                                            | Copa Catalunya                               | 4 (grup 2)                                   | 4 (grup 2)                                   | 21-9                                         |                                              |                                              |                                              |                                              |                                              |                                              |                                              |                                              |        |
| 2004-05 | 5                                            | Copa Catalunya                               | 1                                            | 1 (grup 1)                                   | 24-6                                         | 2-0                                          | fase final                                   |                                              |                                              |                                              |                                              |                                              |                                              |        |
| 2005-06 | 4                                            | EBA                                          | 7 (grup C)                                   | 7 (grup C)                                   | 16-14                                        |                                              |                                              |                                              |                                              |                                              |                                              | LC EBA - FG                                  |                                              |        |
| 2006-07 | 4                                            | EBA                                          | 9 (grup C)                                   | 9 (grup C)                                   | 13-13                                        |                                              |                                              |                                              |                                              |                                              |                                              | LC EBA - FG                                  |                                              |        |
| 2007-08 | 5                                            | EBA                                          | 5 (grup C)                                   | 5 (grup C)                                   | 20-10                                        |                                              |                                              |                                              |                                              |                                              |                                              | LC EBA - FG                                  |                                              |        |
| 2008-09 | 5                                            | EBA                                          | 2                                            | 2 (grup C)                                   | 20-10                                        | 3-0                                          | fase final                                   |                                              |                                              |                                              |                                              | LC EBA - FG                                  |                                              |        |
| 2009-10 | 3                                            | LEB Plata                                    | 6                                            | 5 (grup I)                                   | 20-12                                        | 1-3                                          | QF                                           |                                              |                                              |                                              |                                              | LC LEB - FG                                  |                                              |        |
| 2010-11 | 3                                            | LEB Plata                                    | 3                                            | 4                                            | 19-9                                         | 8-5                                          | F                                            |                                              |                                              |                                              |                                              | LC LEB P. - C                                | C. LEB P. - F                                |        |
| 2011-12 | 3                                            | LEB Plata                                    | 1                                            | 1                                            | 19-5                                         |                                              |                                              |                                              |                                              |                                              |                                              | LC LEB P. - F                                | C. LEB P. - F                                |        |
| 2012-13 | 2                                            | LEB Or                                       | 3                                            | 2                                            | 22-4                                         | 8-6                                          | F                                            |                                              |                                              |                                              |                                              | LC LEB - 3r                                  | CPA LEB - F                                  |        |
| 2013-14 | 2                                            | LEB Or                                       | 1                                            | 1                                            | 21-5                                         |                                              |                                              |                                              |                                              |                                              |                                              | LC LEB - C                                   | CPA LEB - C                                  |        |
| 2014-15 | 1                                            | ACB                                          | 14                                           | 14                                           | 12-22                                        |                                              |                                              |                                              |                                              |                                              |                                              | F                                            |                                              |        |
| 2015-16 | 1                                            | ACB                                          | 14                                           | 14                                           | 12-22                                        |                                              |                                              |                                              |                                              |                                              |                                              | F                                            |                                              |        |
| 2016-17 | 1                                            | ACB                                          | 8                                            | 8                                            | 16-16                                        | 1-2                                          | QF                                           | Quarts de Final                              |                                              |                                              |                                              | SF                                           |                                              |        |
| 2017-18 | 1                                            | ACB                                          | 6                                            | 6                                            | 19-15                                        | 1-2                                          | QF                                           |                                              | 2                                            | EuroCup                                      | Primera fase de grups                        | F                                            |                                              |        |

- Els descensos la temporada 1996-97 són per motius extraesportius.
- La temporada 1988-89 es canvia el nom de la categoria.
- La temporada 2000-01 es crea la categoria LEB Plata
- Durant les temporades 2007-08 i 2008-2009 existia la categoria LEB Bronze, que suposava la quarta categoria del bàsquet espanyol.
- A principis dels 80 la Primera Catalana també se la coneixia com a Tercera divisió, pot portar a confusions els noms de les categories.